# Gertrud Meyer (Autorin)
Gertrud Meyer, auch Gertrud Meyer-Plock (* 21. Januar 1898 in Köln; † 21. Dezember 1975 in Hamburg) war eine deutsche Antifaschistin und Autorin.

## Leben
Gertrud Meyer war die Tochter eines sozialdemokratischen Handwerkers und einer Hilfsarbeiterin. Sie hatte fünf Geschwister. Sie verbrachte ihre Kinder- und Jugendzeit in Hamburg und wurde 1912 Mitglied der Sozialistischen Arbeiterjugend. Da ihr Vater früh verstarb und ihre Mutter schwerkrank war, musste sie zeitweise im Waisenhaus leben. Aus finanziellen Gründen konnte sie ihren Berufswunsch Lehrerin nicht verwirklichen. Schließlich war sie als Dienstmädchen beschäftigt und arbeitete während des Ersten Weltkrieges in einer Munitionsfabrik. Sie gehörte 1918 dem Arbeiter- und Soldatenrat in Köln an.
Ab 1919 engagierte sie sich in der Arbeiterbewegung und wurde 1920 Mitglied der KPD. Sie heiratete 1920 den Architekten Kurt Meyer (1888–1942), mit dem sie einen Sohn hatte. Mit ihrem Ehemann engagierte sie sich bei der Zeitung Sozialistische Republik. Von 1924 bis 1925 war sie Stadtverordnete in Köln.
Ab 1930 lebte sie mit ihrem Ehemann und dem gemeinsamen Sohn in Moskau. Sie war in einer Elektrofabrik beschäftigt und studierte ab 1933 Politik. Gemeinsam mit ihrem Ehemann wurde sie 1936 durch Angehörige des NKWD festgenommen. Ihr Mann wurde interniert und der gemeinsame Sohn in ein Kinderheim verbracht. Sie selbst wurde im September 1938 aus der Sowjetunion nach Deutschland abgeschoben. Nach ihrer Ankunft in Deutschland wurde sie umgehend von Gestapo-Beamten festgenommen. Anschließend wurde sie abgeurteilt, ins Zuchthaus Cottbus verbracht und erst im September 1940 aus der Haft entlassen.

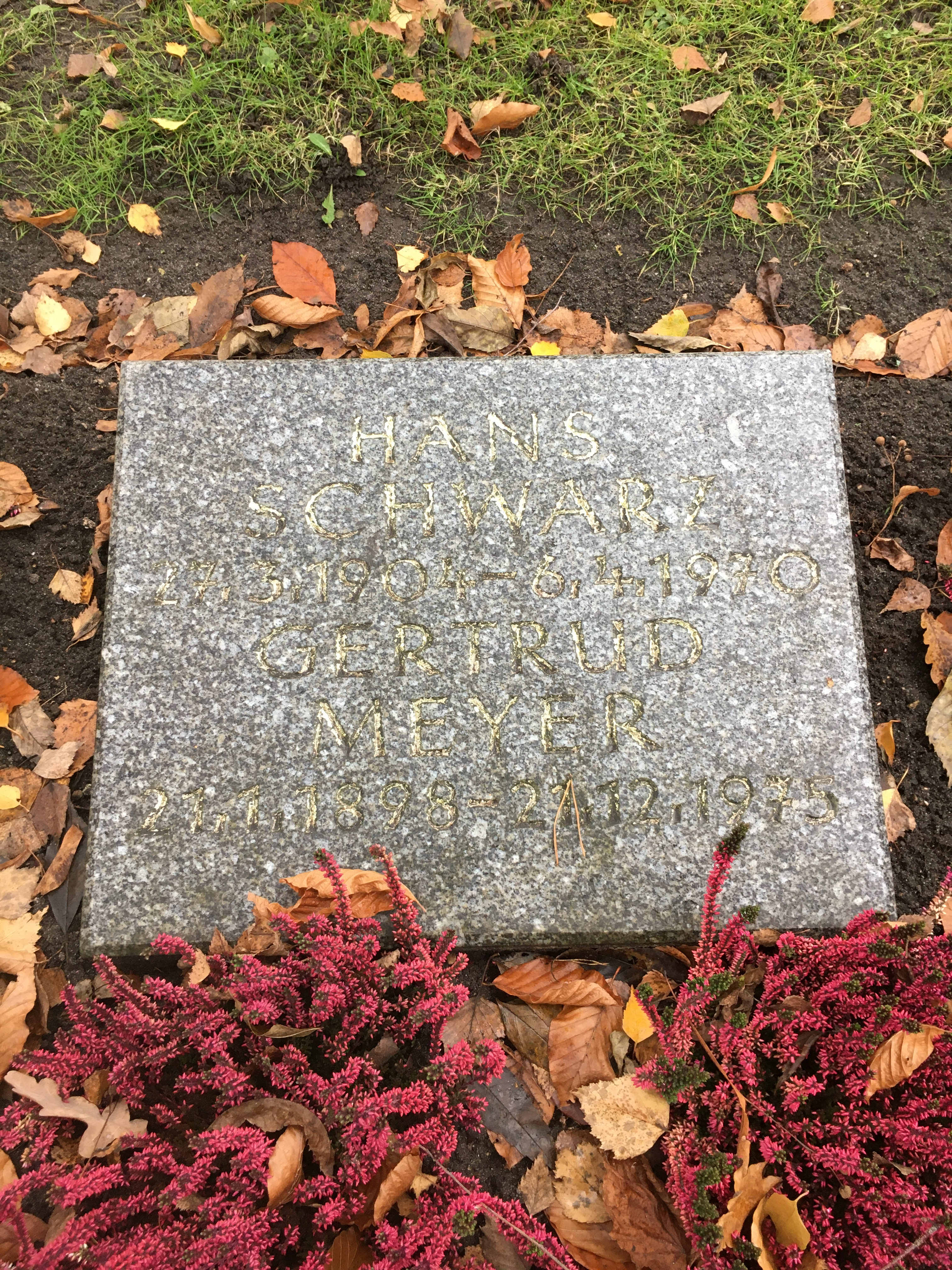
Grabstein Gertrud Meyer und Hans Schwarz auf dem Geschwister-Scholl-Ehrenfeld, Friedhof Ohlsdorf

Meyer musste danach bei den Valvo-Werken in Hamburg-Lokstedt als Laborantin Zwangsarbeit leisten. Meyer gehörte der Bästlein-Jacob-Abshagen-Gruppe an und engagierte sich in ihrem Betrieb für die hungernden sowjetischen Zwangsarbeiterinnen, da sie über russische Sprachkenntnisse verfügte. Im Februar 1944 wurde Meyer an ihrem Arbeitsort festgenommen und in das Polizeigefängnis Fuhlsbüttel überstellt. Von dort wurde sie nach zwölf Monaten in die Untersuchungshaftanstalt verbracht, aus der sie erst am 26. Mai 1945 befreit wurde.
Nach dem Ende des Zweiten Weltkrieges war sie als Sachbearbeiterin für das Komitee ehemaliger politischer Gefangener tätig und schließlich bei der VVN-BdA. Meyer unterstützte die Vorbereitungen für die Kriegsverbrecherprozesse. Sie baute ein antifaschistisches Archiv des Widerstands auf, widmete sich der Widerstandsforschung und publizierte in diesem Rahmen.
Gertrud Meyer starb 1975 in Hamburg und wurde auf dem Friedhof Ohlsdorf im Bereich des Ehrenfeldes der Geschwister-Scholl-Stiftung, Planquadrat Bn 73 Nr. 225 (links vom Weg drittletzter Block: fünfte Reihe, fünfter Stein), beigesetzt zusammen mit dem österreichischen Widerstandskämpfer Hans Schwarz.
2014 wurde die Gertrud-Meyer-Straße in Hamburg-Ohlsdorf nach ihr benannt. 

## Schriften
- Es geht um ein Kinderheim, Oettinger, Hamburg 1947.
- Bewährungseinheiten. Hrsg. mit der Arbeitsgemeinschaft BB 999. Hamburg 1948 / 1968.
- Die Stimme des Anderen Deutschland. Vereinigung der Verfolgten des Naziregimes – Bund der Antifaschisten, Hamburg 1949.
- Zusammen mit Ursel Hochmuth: Totenliste Hamburger Widerstandskämpfer und Verfolgter 1933–1945, 1968
- Zusammen mit Ursel Hochmuth: Streiflichter aus dem Hamburger Widerstand. 1933–1945. Röderberg-Verlag, Frankfurt 1980, Nachdruck der Ausgabe 1969, ISBN 3-87682-036-7.
  - Nacht über Hamburg. Berichte und Dokumente 1933–1945. Bibliothek des Widerstandes, Röderberg-Verlag, Frankfurt am Main 1971. (Ergänzungsband zu Hochmuth/Meyer: Streiflichter aus dem Hamburger Widerstand. 1933–1945)
- Zusammen mit Gerda Zorn (Hrsg.): Frauen gegen Hitler. Berichte aus dem Widerstand 1933–1945, Röderberg, Frankfurt am Main 1974